# 江東区立図書館
江東区立図書館（こうとうくりつとしょかん）は、東京都江東区にある公共図書館。江東図書館、深川図書館をはじめとする以下の11館および枝川図書サービスコーナーにより構成される。

## 歴史
江東区立図書館としての沿革は1947年（昭和27年）、地方自治法施行により江東区が設置された際、区内の都立深川図書館を江東区に管理移譲されたことに始まる。1950年（昭和25年）には江東区立深川図書館に改称された。深川図書館の歴史については後に稿を譲るが、1909年（明治42年）に東京市立深川図書館として開設されたのがその始まりである。関東大震災で一度全焼した後再建された深川図書館は有料制の図書館とされ、江東区立深川図書館となった当初もそれが踏襲されたが、1950年（昭和25年）の図書館法施行を受け、公共図書館における閲覧は無料である旨がうたわれたことで、翌1951年（昭和26年）4月1日より利用は無料となった。
その後城東地区の住民の要請を受け、1955年（昭和30年）に第二の区立図書館として城東図書館を開館、1970年（昭和45年）の江東区立図書館条例制定を経て、以降1974年（昭和49年）の白河分館（後の白河こどもとしょかん）、1982年（昭和57年）の亀戸図書館と、順次開設が続いた。
江東図書館は設置の経緯が異なり、東京ゴミ戦争と言われた東京都のごみ処理問題について、江東区に最終処分場を設置する見返りとして美濃部亮吉東京都知事により図書館の設置が約束され、ゴミ対策関連事業の一環として、1976年（昭和51年）6月に東京都立江東図書館として開館したものである。開設の当初より江東図書館は東京都立図書館の一つでありながら区立図書館と全く同じ活動をする変則的な立場であったが、1986年（昭和61年）には区に移管され江東区立図書館に組み入れられている。

### 年表
特に注記を付さないものは『令和２年度江東区のとしょかん』の江東区立図書館略年表の記述に拠る。
- 1909年（明治42年）9月 - 東京市により東京市立深川図書館が設置される。
- 1923年（大正12年）9月 - 関東大震災により16,000冊を超す蔵書とともに館舎を全焼する[6]。翌1924年（大正13年）6月にバラックでの仮設館舎で活動を再開する。
- 1928年（昭和3年）9月 - 深川図書館が鉄筋コンクリート造3階建てで再建される。
- 1943年（昭和18年）7月 - 東京都制施行。これにともない東京市立深川図書館は東京都立深川図書館となる。
- 1945年（昭和20年）1月 - 1月27日の空襲で焼夷弾の直撃を受け、全焼は免れたものの閉館。再開は戦後1946年（昭和21年）の3月となった。
- 1947年（昭和27年）4月 - 地方自治法施行により特別区として江東区を設置。東京都立深川図書館の管理を江東区に移譲される。
- 1950年（昭和25年）10月 - 日比谷図書館を除く東京都区部内の都立図書館は機構上も東京都立図書館から独立し各区に移管され、深川図書館も江東区立深川図書館と改称される。
- 1951年（昭和26年）4月 - 図書館法施行にともない図書館利用が無料となる。
- 1955年（昭和30年）4月 - 江東区立城東図書館が開館。
- 1965年（昭和40年）12月 - 江東区立図書館条例を制定。
- 1970年（昭和45年）12月 - 自動車文庫「しおかぜ号」の運行を開始。
- 1974年（昭和49年）8月 - 白河分館（後の白河こどもとしょかん）が開館。
- 1975年（昭和50年）9月 - 「しおかぜ号」をマイクロバス型に更新。
- 1976年（昭和51年）6月 - 東京都立江東図書館が開館。
- 1982年（昭和57年）
  - 8月 - 「しおかぜ号」の車両を更新。
  - 11月 - 江東区立亀戸図書館が開館。
- 1985年（昭和60年）5月 - 江東区立東陽図書館が開館。
- 1986年（昭和61年）10月 - 東京都立江東図書館が江東区に移管され、江東区立江東図書館となる。
- 1988年（昭和63年）3月 - 白河分館が移転し、白河こどもとしょかんに改名。
- 1989年（平成元年）5月 - 江東区立豊洲図書館が開館。
- 1990年（平成2年）5月 - 江東区立砂町図書館開館。
- 1991年（平成3年）3月 - 江東区立深川図書館、建て替えの為に閉館（改築中は、近所の亀堀公園に仮庁舎があった）。
- 1992年（平成4年）1月 - 江東区立東大島図書館が開館。
- 1993年（平成5年）
  - 3月 - 自動車文庫「しおかぜ号」廃止。
  - 10月 - 深川図書館が改築され再開館。
- 1997年（平成9年）
  - 5月 - 江東区立東雲図書館が開館。
  - 9月 - 江東区立古石場図書館が開館。
- 2000年（平成12年）4月 - 江東図書館リニューアルし再開館。
- 2004年（平成16年）4月 - 亀戸図書館リニューアルし再開館。
- 2005年（平成17年）4月 - 東陽図書館リニューアルし再開館。
- 2007年（平成19年）4月 - 豊洲図書館リニューアルし再開館。
- 2008年（平成20年）3月 - 東大島図書館リニューアルし再開館。
- 2009年（平成21年）
  - 4月 - 城東図書館リニューアルし再開館。
  - 5月 - 枝川図書サービスコーナー開設。
- 2010年（平成22年）6月 - 白河こどもとしょかんリニューアルし再開館。
- 2013年（平成25年）9月 - 江東図書館リニューアルし再開館。
- 2015年（平成27年）9月 - 豊洲図書館が豊洲シビックセンター内に移転し再開館[7]。
- 2019年（平成31年）4月 - 豊洲・古石場・亀戸・砂町図書館指定管理者制度開始。
- 2020年（令和2年）4月 - 東陽・東雲・城東・東大島図書館指定管理者制度開始
- 2021年（令和3年）12月 - 深川図書館が、改修工事のため休館。2023年（令和5年）年1月末までの予定[8]
- 2022年（令和4年）1月31日 - 江東区こどもプラザへの移転のため、白河こどもとしょかんが閉館[9]。

## 一覧
| 名称                         | 住所                           | 延床面積   | 蔵書数    | 年間貸出数 | 登録利用者数 | 設立年 | 備考                                            |
| ---------------------------- | ------------------------------ | ---------- | --------- | ---------- | ------------ | ------ | ----------------------------------------------- |
| 江東図書館                   | 〒136-0076 江東区南砂6-7-52    | 4,934.61m2 | 452,920   | 488,787    | 8,451人      | 1976年 | 2021年12月1日～2023年1月末（予定）まで休館      |
| 深川図書館                   | 〒135-0024 江東区清澄3-3-39    | 2,196.61m2 | 216,836   | 471,224    | 9,645人      | 1909年 |                                                 |
| 白河こどもとしょかん         | 〒135-0021 江東区白河4-3-19    | 304.00m2   | 33,457    | 273,348    | 3,050人      | 1974年 | 江東区立元加賀小学校1階部分に設置               |
| 東陽図書館                   | 〒135-0016 江東区東陽4-3-19    | 1,849.01m2 | 136,481   | 513,972    | 10,102人     | 1985年 | 江東区教育センター内、1,2階部分に設置           |
| 豊洲図書館                   | 〒135-0061 江東区豊洲2-2-18    | 1,858.69m2 | 184,634   | 743,865    | 15,802人     | 1989年 | 豊洲シビックセンター内、9-11階部分に設置        |
| 東雲図書館                   | 〒135-0062 江東区東雲2-7-5-201 | 1,392.91m2 | 106,430   | 236,908    | 4,708人      | 1997年 | 江東区教育センター内、1,2階部分に設置           |
| 古石場図書館                 | 〒135-0045 江東区古石場2-13-2  | 1,146.42m2 | 115,143   | 329,571    | 5,515人      | 1997年 | 古石場文化センター内、4階部分に設置             |
| 城東図書館                   | 〒135-0072 江東区大島4-5-1     | 869.06m2   | 137,650   | 348,339    | 6,692人      | 1955年 | 総合区民センター内、4階部分に設置               |
| 亀戸図書館                   | 〒135-0071 江東区亀戸7-39-9    | 1,590.19m2 | 106,816   | 289,701    | 5,928人      | 1982年 |                                                 |
| 砂町図書館                   | 〒135-0073 江東区北砂5-1-7     | 1,216.94m2 | 128,452   | 330,449    | 7.123人      | 1990年 | 砂町文化センター内、1階部分に設置               |
| 東大島図書館                 | 〒135-0072 江東区大島9-4-2-101 | 1,060.99m2 | 103,905   | 308,008    | 5,147人      | 1992年 | 総合区民センター内、1階部分に設置               |
| 枝川図書サービスコーナー     | 〒135-0051 江東区枝川3-6-16    | 9.10m2     | -         | 35,840     | 183人        | 2009年 | 枝川区民館内                                    |
| OPAC（利用者用検索システム） | -                              | -          | -         | 469,876    | -            | -      | 利用者自身が OPACで再貸出（貸出延長）したもの。 |
| 総計                         | -                              | -          | 1,722,724 | 4,839,888  | 93,233人     |        |                                                 |

## サービス
図書館の入館や利用は誰でも可能であるが、館外貸出には利用登録並びに貸出カードの作成が必要となる。登録が可能なのは、江東区の在住・在勤・在学者ならびに近隣の中央・港・品川・墨田・葛飾・足立・江戸川区の在住者となる。
各館の開館時間および休館日は江東区立図書館条例 別表に基づき、江東図書館、深川図書館、東雲図書館、亀戸図書館、東大島図書館、古石場図書館、砂町図書館は、開館時間は午前9時から午後8時まで(日曜日、休日及び12月28日は、午後7時まで)、東陽図書館、豊洲図書館、城東図書館は、開館時間は午前9時から午後9時まで(日曜日、休日及び12月28日は、午後7時まで)となっており、休館日は、年末年始（12月29日-1月4日）、館内整理日(毎月第3金曜日(休日に当たる場合は、その月の第3木曜日)及び1月4日）および特別整理期間が、全館共通であり、古石場図書館、砂町図書館は、加えて毎月第1月曜日及び第3月曜日(休日に当たる場合を除く。)を休館日としている。
また、レファレンスサービス、団体貸出サービス、配本サービス等のサービスを行っている。
館外貸出
- 図書及び雑誌 - あわせて20冊以内
- CD及びカセット - あわせて5点
- DVD、ビデオ - どちらか1点
  - 返却期限はすべて2週間以内、次に予約が入っていない資料に限り、１回のみ貸出延長できる。

開館時間
- 平日、土曜日：9時00分 - 20時00分（東陽図書館、豊洲図書館、城東図書館は21時00分）
- 日曜日および祝日、12月28日：9時00分 - 17時00分

休館日
- 毎月第1月曜日及び第3月曜日(休日に当たる場合を除く。)（古石場図書館、砂町図書館に限る。）、年末年始（12月29日-1月4日）、館内整理日(毎月第3金曜日(休日に当たる場合は、その月の第3木曜日)及び1月4日）

## 深川図書館
江東区立深川図書館は清澄公園の一角にある図書館である。東京市立図書館以来の歴史を有するが、現行の施設は1993年（平成5年）に改築された鉄筋コンクリート造3階建ての建物である(外見だけを昔の建築物に似せた、いわゆる｢レトロ建築｣）。1階には児童コーナー、新聞・雑誌コーナー、インターネット開放端末等が、2階に閲覧室、郷土資料室等が、3階には閉架式書庫、ホール等が設けられている 。
郷土資料室では江戸期から現在に至る江東区域の地図、また江戸時代の浮世絵、切絵図等を収集、所蔵している 。深川地域は時代小説の舞台となることも多く、深川図書館では郷土資料の活用によって様々な問い合わせや調査依頼に応じている 。また、江東区に関連する行政資料は区立図書館の各館で分担して保存しており、深川図書館では昭和期までの資料を保管している 。

### 歴史

#### 東京市第二の図書館として
江東区立深川図書館は1909年（明治42年）に当時の深川区に開設された東京市立深川図書館を前身とする。東京市立図書館として日比谷図書館に続く第二の図書館の建設地として深川区が選定されたのには以下の理由があった。
1907年（明治40年）10月に、深川区長が東京市に対して図書館建設費として千円の寄付を実施した。深川区の教育会において、区独自の費用を投下してでも建設したいという強い意見があった。
もともと隅田川東部の一帯は文化施設に乏しく、深川区の市民からの図書館開設が要望されており、寄付金も既に納められていたこと、また不忍池畔にあった東京勧業博覧会の瓦斯館の建物を移築転用することの了解が所有者である東京瓦斯会社からも得られたことから、市では予算12,500円を計上して建設が進められることになった。建設地は、深川公園南西部（現在も公園地）とされた。
1908年12月23日には、名称を東京市立深川図書館に決定し、その後文部大臣より認可を受けて建設が始まり、1909年（明治42年）9月27日に開館式を実施した。開館式には関係大臣らが参列するなど盛大な式典となった。

#### 関東大震災による被害と復興
開館後は深川区民をはじめとする多くの市民に受け入れられ、連日多くの入館者があった。また、八角形構造と長方形構造を組み合わせた建物と並んで特徴的であったのは半開架式と呼ばれる図書の閲覧方式であった。当時はまだ閉架式が主流を占めていたのに対し、深川図書館では金網またはガラス越しに本を選び、図書館員から本を受け取る方式としていたのである。
1913年（大正2年）までには、19館の市立図書館（大部分は小学校併設であり、日比谷と深川のみが独立図書館であった）が開設され、1915年（大正4年）の東京市訓令第6号において市立図書館運営の一元化が実現し、日比谷図書館を除いて閲覧料を廃止、また市内図書館間における相互貸借制度などが実施されることとなった。
1923年（大正11年）9月1日に発生した関東大震災では、深川図書館をはじめとして多くの図書館建物や書籍等が焼亡し、罹災図書数は深川図書館だけで16,511冊に及んだ。震災後は深川公園内にテントによる応急的な図書館施設が設営され、その後東京市では深川をはじめとする5館について応急復旧させることとし、震災翌年の1924年（大正13年）6月1日にはバラック作りながら、通常通りの時間帯に閲覧可能なまでに復旧した。
しかし、バラック作りの応急的な建物であったため、図書館の書籍保存等には向かない建物であり、1926年度（大正15年）から3年をかけて、同じく被災した一橋、京橋の両館とともに新たな図書館を建設することとなった。また、深川図書館については深川公園の地から清澄庭園内に移転することも併せて決定された。1927年（昭和2年）4月に着工し、1928年（昭和3年）6月には鉄筋コンクリート造3階建ての建物が完成した。

#### 第二次世界大戦の戦禍を受けて
このように新たな地で新たな建物のもとで再スタートを切った深川図書館であったが、前と異なり閉架式書庫が増大し、閲覧料が有料化された。
第二次世界大戦が始まり、戦中の1943年（昭和18年）7月1日には東京府と東京市の合併による東京都制が施行され、市立図書館はすべて都立図書館となり、東京都立深川図書館へと名称を変更した。また、灯火管制に伴い、1944年（昭和19年）12月からは日没閉館となった。併せて空襲等による被害も拡大していたことから、1945年（昭和20年）3月から5月までの当面は京橋図書館を除いて全休館とする方針を東京都は打ち出した。1月27日に焼夷弾の直撃を受け天井を破損したが、館員や守衛等の努力の甲斐もあってそれ以上の延焼は食い止めることができた。その後、3月より図書館建物は軍の使用するところとなった。

#### 深川図書館の江東区への移管
戦争終結後、多摩地域などに疎開させていた書籍の復元作業が行われ、1947年度までに計20館の復興が進められていくこととなった。深川図書館は上記のように軍に利用されていた建物となっていたため、荒廃しており、1月の焼夷弾による被害の復旧も進んでいなかった。これらの整理を実施し、1946年（昭和21年）3月に保健所や福祉事務所と同居の形で再開した。
また、1945年11月に連合国軍最高司令部は、有楽町に民間情報教育局による図書館を設立した。翌1946年には区部に6のリーディングルームを設立することを決定し、深川図書館が選定地の一つとなった。
1947年には、区部の図書館について管理が東京都から区に移管されたことに伴い、深川図書館は城東区と深川区が合併して成立した江東区の管轄となった。その後、焼夷弾による被害等の復旧を随時進め、1948年（昭和24年）11月3日（10月28日との説もある）に開架式の図書館として開館した。
1950年（昭和25年）10月1日には、区へ委託していた図書館事業は日比谷図書館を除いて全面的に区へと移管され、ここに江東区立深川図書館が成立した。また、4月1日に図書館法が公布され、公共図書館における閲覧は無料である旨がうたわれたことで、1年以内に閲覧料等を撤廃することとなり、1951年（昭和26年）4月1日から全面的に無料となった。

### 立地
清澄公園および清澄庭園の南側の一角に位置する、閑雅な環境である。駐車場はなく、交通アクセスは公共交通機関を利用。最寄駅は東京メトロ半蔵門線・都営地下鉄大江戸線の清澄白河駅で、下車徒歩7分ほどと案内されている。

## 江東図書館

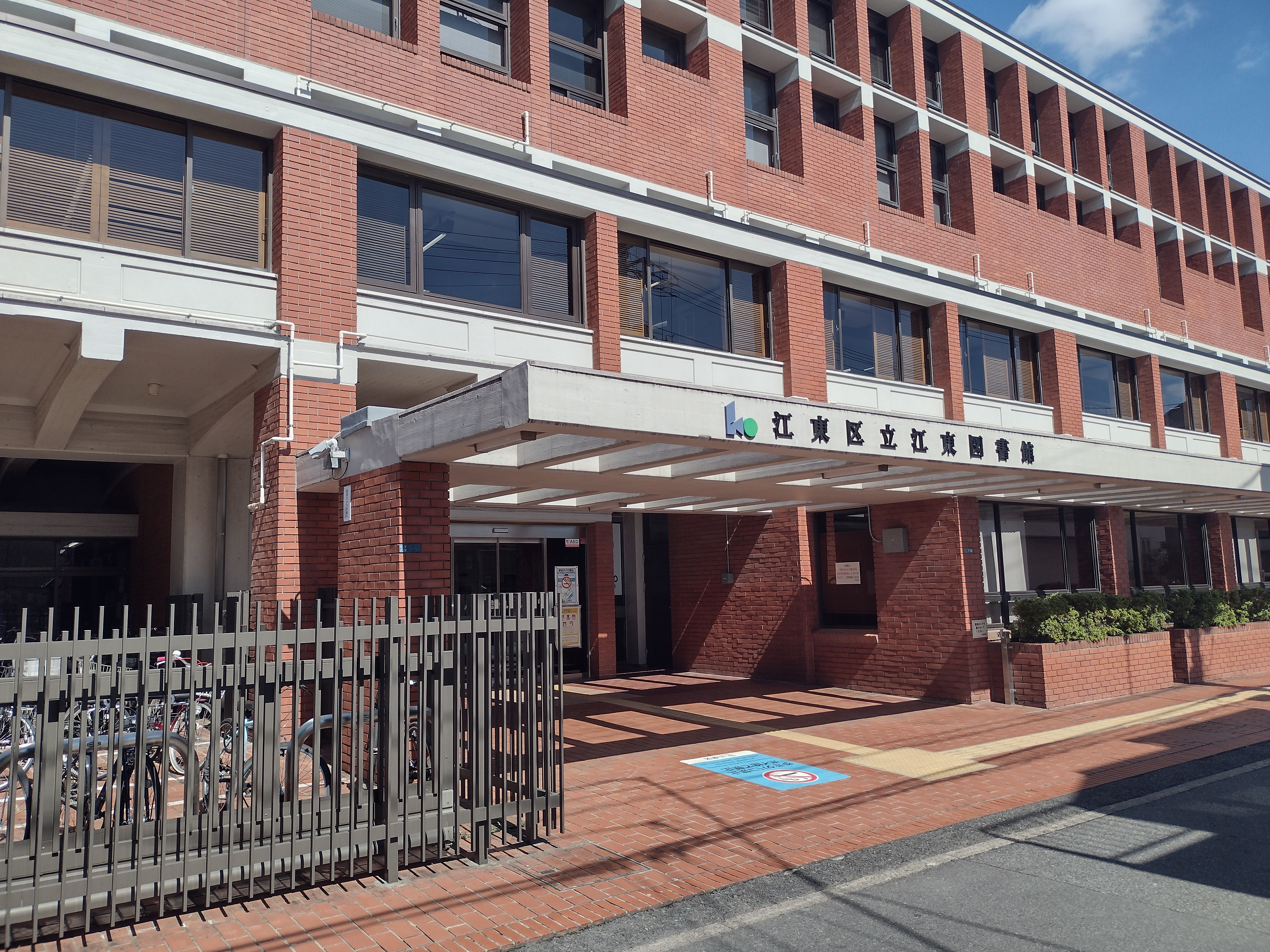
江東図書館

江東図書館は江東区立図書館の中でも延床面積、蔵書数とも最大であり、区立図書館の中央館として位置づけられる図書館である。4階建の建物の内、1階は児童コーナー、軽読書ラウンジ、視聴コーナー、インターネット開放端末等が、2階には閲覧室、PCコーナー等が、3階では学童集団疎開資料室、貴重資料室、展示コーナー等が、4階では事務室等が設けられている  。学童集団疎開資料室は、第二次世界大戦中の学童疎開の体験・記憶を伝えていくために2009年（平成21年）に開室され、当時の文書・手紙・写真等を展示している 。江東区に関連する行政資料は区立図書館の各館で分担して保存しており、江東図書館および東陽図書館では平成以降の資料を保管している  。

### 歴史
当初東京都立図書館の一館として開館したものが、江東区へ移管されて区立図書館に加わったという経緯を持つ。これは、江東図書館の建設が、東京都23区内のゴミの最終処分地に江東区が選定されたことへの対策事業の一環であったためであり、1971年（昭和46年）に美濃部亮吉東京都知事によって設置が約束された。このため、東京都は1972年度に調査費を予算計上、1972年（昭和47年）12月には都立江東図書館基本構想が策定され、東京都中期計画に反映されることが決まった。1973年には基本計画が策定され、南砂6丁目にあったトピー工業跡地（敷地面積およそ2,500m2）に建設することが適切であると判断された。
設計は、図書館建築設計研究会に委託された。1975年（昭和49年）9月より飛島建設により工事が開始され、1976年（昭和50年）6月に開館の運びとなった。建物は鉄筋コンクリート造の4階建てであり、1階にカウンターや書庫、2階に開架式書棚、3階に特別資料室等、4階に管理諸室を置く延べ床面積1,685m2であった。開館当初の計画では、開架図書75,000冊、閉架図書及び電動書庫に20万冊の本を収納する予定であった。
開館後は、従前の深川・城東図書館のサービス圏外でもあったことから周辺住民に広く利用された。
その後、東京都の方針もあり、1981年（昭和56年）6月に江東区に移管され、江東区立江東図書館に改称した。2013年には耐震改修工事を終え、リニューアルオープンしている。

### 立地
南砂地区の住宅街に位置し、イオン南砂店が隣接する。駐車場はなく、交通アクセスは公共交通機関を利用。最寄駅は東京メトロ東西線・南砂町駅で、下車徒歩5分ほどと案内されている。

## 東陽図書館
江東区立東陽図書館は、東陽町駅から徒歩5分ほどの所に位置する。1985年5月18日に設立、2005年にはリニューアルオープンしている。また区内でも利用頻度の高い図書館として知られる。

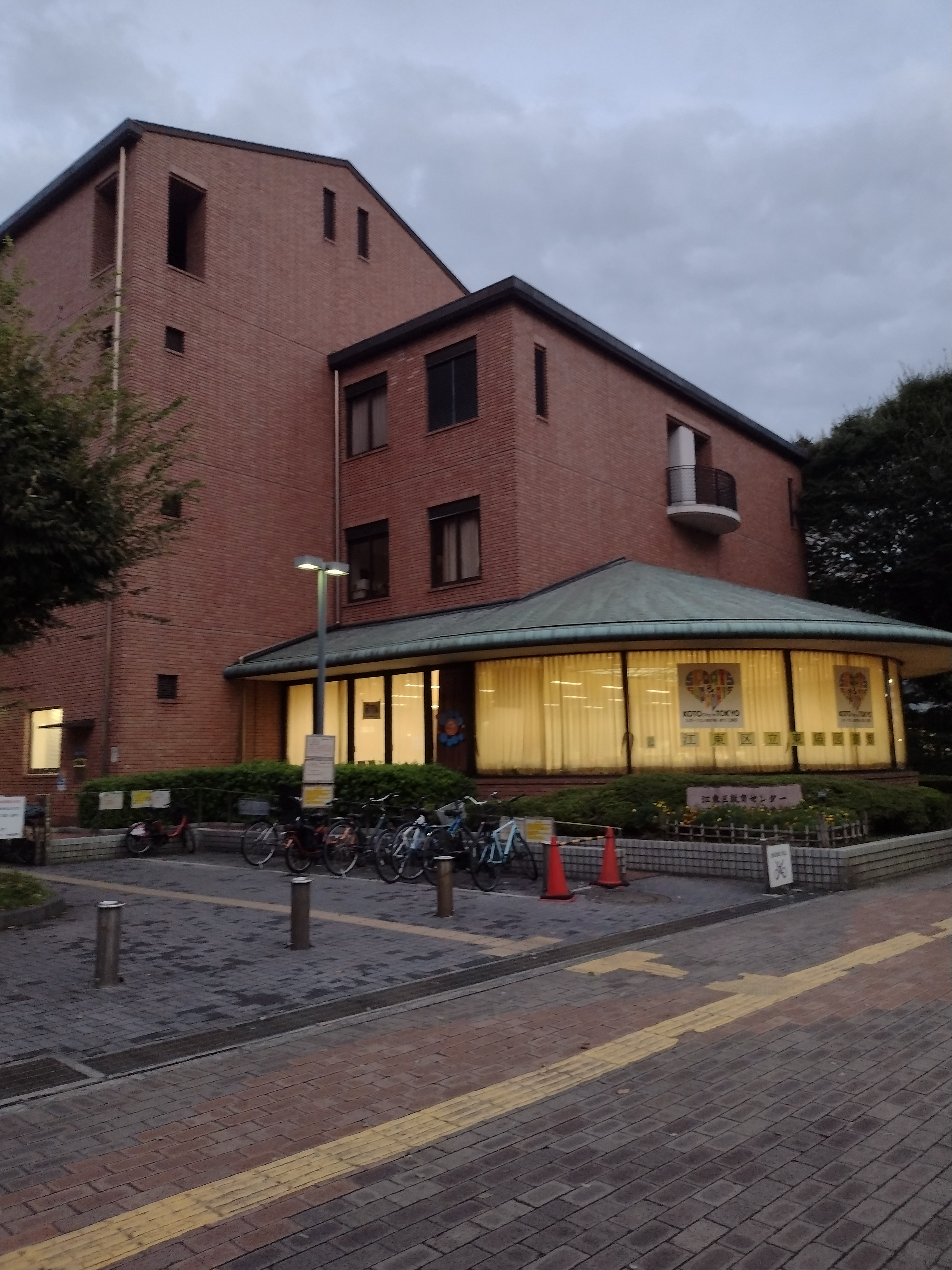
東陽図書館

一般図書コーナー、児童コーナー、赤ちゃんコーナーや、おはなしのへや、インターネット開放端末3台などがある。

## 豊洲図書館
江東区立豊洲図書館は、江東区豊洲シビックセンターの9-11階にある図書館である。江東区立図書館の中で一番来館者数の多い図書館となっている。
9階には、一般開架図書、新聞・雑誌コーナー、閲覧席が、10階にはキッズコーナー、ティーンズコーナー、閉架書庫等が、11階にはおはなしのへやキッズや対面朗読室等が設けられている。

### 歴史
1989年（平成元年）の豊洲文化センター開設と同時期である5月12日  に豊洲図書館は設置された。その後、2015年（平成27年）9月9日をもって旧館を閉鎖し、9月24日より豊洲シビックセンター内に移転開館した。

### 立地
豊洲駅前に位置し、豊洲シビックセンター内に設置されている。駐車場はあるが台数が少ない。交通アクセスは公共交通機関を利用。最寄駅は東京メトロ有楽町線、新交通ゆりかもめ豊洲駅となる。

## 東雲図書館
江東区立東雲図書館（こうとうくりつしののめとしょかん）は、東京都江東区東雲にある、トミンタワー東雲の2階に設けられた江東区の図書館で、1階部分はエントランスとなっている。開館は1997年（平成9年）5月20日。
所蔵数は約11万点で、閲覧席が28席、新聞・雑誌コーナーに22席、PC席が2席ある。児童コーナーは22席で、他にお話の部屋、対面朗読室、授乳室がある。
2024年4月末まで休館予定。

### 立地
最寄駅は、りんかい線東雲駅北口改札、東京メトロ有楽町線 辰巳駅1番出口、最寄りのバス停は都営バス深川車庫となる。